# Stefan Hell
Stefan Walter Hell, né le 23 décembre 1962 à Arad en Roumanie, est un physicien allemand d'origine roumaine, co-lauréat du prix Nobel de chimie 2014 avec Eric Betzig et William Moerner  pour leurs travaux dans le domaine de la nanoscopie et de la microscopie à fluorescence.

## Biographie
Né dans une famille de Souabes du Banat à Arad, il grandit dans la maison familiale à Sântana. Son père était ingénieur et sa mère professeure. Il quitte la Roumanie pour l'Allemagne de l'Ouest en 1978. Sa famille s'installe à Ludwigshafen. 
Il commence ses études à l'université de Heidelberg en 1981 et reçoit son doctoral en physique en 1990.

## Prix et distinctions
- Prix de la Commission internationale d'optique, 2000
- Helmholtz-Award en métrologie, co-lauréat, 2001
- Berthold Leibinger Innovationspreis, 2002
- Carl-Zeiss Research Award, 2002
- Karl-Heinz-Beckurts-award, 2002
- C. Benz u. G. Daimler-Award de la Berlin-Brandenburgisch academy, 2004
- Robert B. Woodward Scholar, université Harvard, Cambridge, États-Unis, 2006
- Prix allemand de l'avenir, 2006
- Julius Springer Prize for Applied Physics, 2007
- Membre de l'Académie des sciences de Göttingen, 2007
- Prix Gottfried Wilhelm Leibniz, 2008
- Lower Saxony State Prize, 2008
- Nomination pour l' European Inventor of the Year[2] de l'Office européen des brevets, 2008
- Method of the year 2008 de la revue Nature Methods
- Prix Otto-Hahn (de), 2009
- Ernst-Hellmut-Vits-Prize, 2010
- Hansen Family Award, 2011
- Körber European Science Prize, 2011[3]
- The Gothenburg Lise Meitner prize, 2010/2011
- Meyenburg Prize[4], 2011
- Science Prize of the Fritz Behrens Foundation 2012
- Docteur honoris causa de l'université de l'Ouest Vasile Goldiș, mai 2012[5]
- Membre honoraire de l'Académie roumaine, 2012
- Paul Karrer Gold Medal, université de Zurich, 2013
- Membre de la Leopoldina, 2013
- Carus Medal de la Leopoldina, 2013
- Prix Kavli, 2014
- Prix Nobel de chimie, 2014
- Commandeur de l'ordre de la Couronne (Roumanie)